# Йозеф Киршнер
Йозеф Киршнер (на немски: Josef Kirschner) е съвременен австрийски писател и журналист, автор на книги по практическа психология. Неговите трудове могат да се сравняват с тези на класици в жанра като Дейл Карнеги и Наполеон Хил.

## Биография
Роден е през 1931 година. През живота си е бил работник в склад, преводач, репортер, автор на рекламни текстове, водещ редактор, лектор в Харвард и преподавател по журналистика във Виенския университет. Ръководи филиал на немски вестникарски концерн и работи като сценарист на телевизионни предавания в ORF и ZDF. Женен е и има 2 деца.
Още първата му книга „Манипулирайте, но правилно“ (на немски: Manipulieren aber richtig) се радва на огромен успех, както и всяко следващо негово издание.